# Ibrahima Diallo (judo)
Pour les articles homonymes, voir Ibrahima Diallo et Diallo.
Ibrahima Diallo, né le 13 octobre 1959, est un judoka sénégalais.

## Carrière
Ibrahima Diallo est éliminé en seizièmes de finale dans la catégorie des moins de 71 kg par le Français Richard Melillo aux Championnats du monde de judo 1983 à Moscou.
Il est médaillé d'or dans la catégorie des poids moyens aux Championnats d'Afrique de judo 1986 à Casablanca.
Aux Jeux olympiques d'été de 1984 à Los Angeles, il est éliminé en seizièmes de finale par le Japonais Hidetoshi Nakanishi dans la catégorie des moins de 71 kg.
Aux Championnats d'Afrique de judo 1989 à Abidjan, il est médaillé de bronze par équipes.